# Gopalaswami Parthasarathy
Gopalaswami Parthasarathy es un diplomático de carrera indio retirado.
- De 1963 a 1968 fue oficial en el ejército de la India.
- El 29 de julio de 1968 entró al Indian Foreign Service.
- El 29 de julio de 1968 fue asignado tercer secretario de embajada en Moscú.
- Jugó un papel importante en 1974 Indira–Sheikh accord.
- Fue Alto Comisionado adjunto en Dar es Salaam.
- De 1978 a 1981 fue consejero de embajada en Washington D C.
- De 1982 a 1985 tenía Exequatur como Cónsul General en Karachi.
- De 1985 a 1990 fue el portavoz del Prime Minister's Office (India) de Rajiv Gandhi en esta tarea fue reemplazado de en:P. Chidambaram[1]
- Del 7 de septiembre de 1990 al 25 de octubre de 1992 fue Alto Comisionado en Nicosia (Chipre).
- De 1992 a 1995 fue embajador den Rangún (Myanmar).
- Del 22 de septiembre de 1995 a 1998 fue Alto Comisionado en Canberra.
- Del febrero de 1999 a 31 de mayo de 2000 fue Alto Comisionado en Islamabad.
- En 2000 fue portavoz del Ministerio de Asuntos Exteriores (India).
- El 31 de mayo de 2000 fue jubiladó.[2]